# Louis Theroux
Louis Sebastian Theroux (født 20. maj 1970 i Singapore) er en britisk-amerikansk fjernsynsjournalist, bedst kendt for sine serier Louis Theroux's Weird Weekends ("Langt ude med Louis") og When Louis Met…. Han har også lavet serier om Westboro Baptist Church, nynazist teenageduoen Prussian Blue, pornografi og bodybuildere.
Han er søn af forfatteren Paul Theroux, og lillebror til journalisten og forfatteren Marcel Theroux.
Louis Theroux studerede moderne historie ved Magdalen College ved Oxford University.
Theroux har vundet en BAFTA Award og er blevet nomineret til en Emmy.
I 2001 modtog han prisen for bedste programleder under uddelingen af British Academy Television Awards for sin dokumentarserie Louis Theroux's Weird Weekends.
Hans første bog, The Call of the Weird: Travels in American Subcultures, blev udgivet i 2005 og skildrer hans retur til USA, hvor han forsøger at finde ud af, hvad der er blevet af personerne fra hans tidligere dokumentarer.
I programmet Louis Theroux i San Quentin (Louis Theroux: Behind Bars) (der havde premiere i den 13. januar 2008), besøger Louis San Quentin fængslet og udforsker forholdet mellem fangere og vagterne.
Han arbejder på nuværende tidspunkt for for BBC og bor i London.